# José M. Copello
José M. Copello war ein uruguayischer Politiker.
Copello, der der Partido Colorado angehörte, hatte als Repräsentant des Departamento Paysandú in der 20. Legislaturperiode im Zeitraum vom 6. März 1900 bis zum 14. Februar 1902 ein Mandat als stellvertretender Abgeordneter in der Cámara de Representantes inne.